# Fira de Sant Andreu de Torroella de Montgrí
La Fira de Sant Andreu de Torroella de Montgrí és una fira agrícola, ramadera i comercial tradicional amb més de sis segles d'història que se celebra per Sant Andreu -a finals de novembre- en aquest municipi del Baix Empordà. Celebrada inicialment (1373) pels volts de sant Bartomeu (20 d'agost) per privilegi atorgat pel rei Pere el Cerimoniós durava vuit dies.
Fou traspassada vint anys més tard, 1393, durant el regnat de Joan el Caçador a sant Andreu (novembre) i allargada a quinze dies
La fira el 2012 havia reviscolat fins a assolir més de 40.000 visitants, reconvertida en una fira multisectorial i acompanyada d'altres actes com el concurs de gossos d'atura